# John Dillinger
John Herbert Dillinger (22. června 1903 Indianapolis – 22. července 1934) byl americký bankovní lupič.

## Dětství a dospělost
Vyrostl v Mooresville v Indianě. Ve čtyřech letech mu zemřela matka a tak se o něj staral otec. Ten vůči Dillingerovi využíval velmi tvrdých metod. Třebaže dělal John na veřejnost dobrý dojem, byl pracovitý a ochotný, měl i svou odvrácenou stránku. Ve třinácti už kradl tuny uhlí a spolu s kamarády znásilnil stejně starou holčičku. A otec o jeho temné duši věděl. Když nepomohlo domlouvání a rány holí, začal ho uvazovat řetězem za obchodem. V dospělosti se zapsal do Amerického námořnictva. Po pár měsících utekl. Po útěku se vrátil do Indiany.

## Kariéra
Nastoupil do tlupy zlodějů vedené zkušeným trestancem. Po prvním přepadení byli všichni chyceni a odsouzeni na 10 let. Ve vězení se seznámil s celou řadou kriminálníků. Ti mu vyprávěli své příběhy. Po 9 letech utekl (1933). Poté založil vlastní gang složený ze zkušenějších trestanců, se kterými se seznámil při vykonávání trestu. Převážně se zaměřil na přepadávání bank. První banka byla jimi vyloupena 17. července 1933. Během 4 měsíců padlo dalších 6 bank. Bylo vidět, že Dillinger má pro tohle řemeslo nadání.
Nebyl vnímán vůbec jako lupič, ale naopak veřejnost ho vnímala jako osobnost velmi pozitivně. Při přepadu banky se prý představoval a když propouštěl rukojmí, potřásal si s nimi rukou. FBI založila proti Dillingerovi čtyřicetičlenný "Dillingerův přepadový oddíl".
V září roku 1933 byl při vykrádání banky v Ohiu zatčen. Dillingera měli převézt policisté do státní věznice v Ohiu. Místo policistů to byli jeho komplici. Znovu začali přepadávat banky; teď v Arizoně, Indianě a na Floridě. Znovu byl zatčen v arizonském Tucsonu. Byl převezen do věznice Crown Pointu v Indianě. Tam si vytvořil dřevěnou maketu pistole a zamazal ji černým krémem na boty. Strážnému hrozil násilím a tím se znovu dostal na svobodu. Nakonec spolu s rukojmím (zástupcem šerifa) odjel z města ukradeným autem. Než ho propustil, potřásl mu ruku a tím si zvýšil popularitu. Potom založil svůj nový gang. Tento gang se spíše přikláněl více k násilí a brutalitě.

## Brzký konec
Na jeho hlavu vypsala FBI odměnu 20 000 amerických dolarů a v roce 1934 byl vyhlášen FBI jako Veřejný nepřítel č. 1 (Od 30. let 20. století FBI vyhlašuje veřejné nepřátele, kteří svými činy jsou extrémně nebezpeční americké veřejnosti. Mezi další veřejné nepřátele č. 1 patřili Al Capone, Pretty Boy Floyd, Baby Face Nelson, Machine Gun Kelly a Usáma bin Ládin). 
Dillinger si nechal udělat plastickou operaci a kyselinou odstranit papilární linie na prstech. Pokusy byly marné a tak skončil jeho lékař utopený v jezeře. Nakonec ho zradili jeho nejbližší. Jeho přítelkyně Anna Sageová si s ním domluvila návštěvu kina. Když vyšli ven, FBI už čekala. Dillinger špatně zhodnotil situaci a pokusil se při zatýkání použít zbraň. Následkem byla smrt. Členové jeho gangu vypověděli, že je možné, že FBI zastřelila jeho dvojníka. To se však nikdy neprokázalo. V Nashville ve státě Indiana má John Herbert Dillinger vlastní muzeum.

## Filmová adaptace
Roku 1973 inspiroval osud Johna Dillingera filmaře k natočení snímku Dillinger. V roce 2009 vznikl snímek s názvem Veřejní nepřátelé v hlavní roli s Johnny Deppem, který ztvárnil postavu Johna Dillingera.